# 商南県
商南県（しょうなん-けん）は中華人民共和国陝西省商洛市に位置する県。

## 行政区画
- 街道:城関街道
- 鎮:富水鎮、湘河鎮、趙川鎮、過風楼鎮、試馬鎮、清油河鎮、十里坪鎮、金絲峡鎮、青山鎮